# Монархія Гренади
 Гренада — конституційна монархія і королівство Співдружності, король Карл III є главою держави, з офіційним титулом «Король Гренади». Представлений генерал-губернатором.

## Конституційна роль
Роль представника суверена, генерал-губернатора, визначається конституцією Гренади та конституційними конвенціями Вестмінстерської системи парламентського правління. Генерал-губернатор призначається монархом за порадою прем'єр-міністра Гренади. Монарх інформується про рішення прем'єр-міністра до того, як генерал-губернатор надасть королівську згоду. Повноваження призначати прем’єр-міністра та інші конституційні повноваження виключно наділені генерал-губернатором, а не самим королем. Таким чином, король не має резервних повноважень.
Наказ про Конституцію Гренади в Раді було прийнято на прохання Асоційованої Держави Гренада, щоб забезпечити нову конституцію Гренади, яка набуде чинності після припинення статусу асоціації Гренади зі Сполученим Королівством. Наказ було видано відповідно до Закону Вест-Індії 1967 року та набув чинності 7 лютого 1974 року. Форма присяги на вірність, описана в Додатку 3, є декларацією вірності «Його Величності Королю Карлу Третьому, Його спадкоємцям і наступникам».

## Спадкування престолу
Спадкування престолу здійснюється відповідно до Акту про престолонаслідування 1701 року зі змінами від 2011 року. Порядок престолонаслідування визначається за принципом абсолютної прімогенітури (відомої також як шведська система престолонаслідування), тобто престол передається по низхідній лінії незалежно від статі. Крім того, спадкоємець до моменту вступу на престол повинен бути протестантом і складатися в євхаристійному спілкуванні з англіканською церквою, але може вступати в шлюб з католиком.
Станом на зараз спадкоємцем престолу є Вільям, принц Уельський, спадкоємцем другої черги — його старший син принц Джордж Уельський, спадкоємцем третьої черги — друга дитина принца Вільяма принцеса Шарлотта Уельська.

## Титул
- англ. Charles the Third, by the Grace of God, King of Grenada and of His other Realms and Territories, Head of the Commonwealth[3]

## Список монархів
| Ім'я                              | Портрет | Роки правління | Примітки |
| --------------------------------- | ------- | -------------- | --- |
| Єлизавета II (англ. Elizabeth II) |         | 1981 — 2022    | Дочка Георга VI, голова Співдружності націй, королева Австралії, Канади, Нової Зеландії, Антигуа і Барбуди, Багамських Островів, Белізу, Гренади, Папуа Нової Гвінеї, Сент-Вінсент і Гренадин, Сент-Кіттс і Невісу, Сент-Люсії, Соломонових Островів, Тувалу і Ямайки.              |
| Чарльз III (англ. Charles III)    |         | з 2022         | Син Єлизавети II, голова Співдружності націй, король Австралії, Канади, Нової Зеландії, Антигуа і Барбуди, Багамських островів, Барбадосу, Белізу, Гренади, Папуа Нової Гвінеї, Сент-Вінсенту і Гренадин, Сент-Кіттсу і Невісу, Сент-Люсії, Соломонових островів, Тувалу та Ямайки. |